# سلسله‌مراتب چیرگی
سلسله‌مراتب چیرگی (به انگلیسی: Dominance hierarchy)، (در میان انسان‌ها: سلسله‌مراتب اجتماعی) عبارت است از نوعی سازمان‌دهی اعضای یک گروه که وقتی اتفاق می‌افتد که رقابت برای دست‌یابی به منابع، به جنگ بینجامد. شیِل‌دروپ-اِبه (Chjelderup-Ebbe)، که نمونهٔ غالباً مورد استنادی از سلسله‌مراتب را در بین جوجه‌مرغ‌ها مورد مطالعه قرار داده، دریافته‌است که چنین ساختارهای اجتماعی‌ای، به‌واسطهٔ کاهش‌دادن ستیز میان گروه‌های پرندگان، موجب باثبات‌تر شدن گروه‌های جمعیتیِ آن‌ها شده‌است.
سلسله‌مراتب‌های سلطه می‌تواند یک‌نفره یا چندمرحله‌ای باشد. در یک سلسله‌مراتب یک‌نفره، تنها یک نفر حکمران (سلطه‌گر) وجود دارد و بقیه به شکلی برابر، مطیع (تحت سلطه) او هستند. در یک سلسله‌مراتب چندمرحله‌ای، به‌طور مثال، سلسله‌مراتب موجود در میان جوجه مرغ‌ها که در بالا به آن اشاره شد، هر فردی بر تمام افرادی که در جایگاه پایین‌تر از خودش قرار دارند، تسلط دارد اما بر آن‌هایی که در جایگاه بالاتر هستند خیر.
سلسله‌مراتب سلطه در بین اکثر گونه‌های جانوران اجتماعی که به شکل گروهی زندگی می‌کنند وجود دارد، ازجمله نخستی‌ها. سلسله‌مراتب سلطه در میان ماهی‌ها، پرندگان، و پستانداران به‌طور گستردهً مورد مطالعه قرار گرفته‌است. سلسله‌مراتب سلطه می‌تواند به شکل ساختارهای مرحله‌ای ساده نیز باشد؛ عامل پیدایش این نوع ساختارها غالباً تفاوت‌های جسمانی‌ای است که در میان اعضای یک گروه وجود دارد، که برای دستیابی به منابع به یکدیگر وابسته هستند. به‌علاوه، سلسله‌مراتب سلطه، تحت تأثیر برهم‌کنش‌های اجتماعی پیچیده‌ای قرار دارد که در میان اعضای یک گروه رخ می‌دهند.

## مکانیسم‌هایی که شکل‌گیری سلسله‌مراتب را در جانوران تنظیم می‌کند
اساسی‌ترین فعل و انفعالی که منجر به ایجاد سلسله مراتب سلطه می‌شود، فعل و انفعال بین جفت هاست. برای مطالعه نحوهٔ شکل‌گیری سلسله مراتب سلطه، دانشمندان اغلب از روش جفتی (دوتایی) استفاده می‌کنند؛ که در این روش یک جفت مجبور به زندگی مجزا از سایر افراد جامعه هستند. تمام افراد گروه به همراه جفت خود و جدا از دیگر جفت‌های گروه خواهند ماند (مثل یک round-robin) تا زمانی‌که بتوان شکل‌گیری سلسله مراتب مورد نظر را در گروه مشاهده کرد.
فرایندی که منتج به شکل‌گیری سلسله مراتب می‌شود شامل به وجود آمدن یک شبکه سلطه است که در آن برتری یا تساوی در ارتباط با تک تک افراد گروه تعریف می‌شود. اخیراً روشن شده‌است که اثرات متقابل یک جفت تنها (که از سایر افراد گروه ایزوله شده‌اند)، نمی‌تواند به‌طور حتم منجر به شکل‌گیری سلسله مراتب سلطه شود. به این خاطر که در طبیعت چنین جفت‌هایی به ندرت در محیط ایزوله و مجزا از دیگران شکل می‌گیرند؛ بنابراین مفهوم نسبتاً تازه‌ای در مطالعه رفتار جانوران پدید آمده‌است: مطالعهٔ جفت‌ها درون جامعه. پدیده‌هایی نظیر اثر حاضران، تأثیر وابسته به موقعیت حاضران (دراجتماع ماهی‌های بتا)، تأثیر مشاهده گروه اثر برنده - بازنده، می‌توانند نقش مهمی در شکل‌گیری سلسله مراتب سلطه در گروه‌های اجتماعی ایفا کنند. علاوه بر این گفته می‌شود که گروه‌های اجتماعی یک شبکه علامت دهی (مخابراتی) پیچیده به وجود می‌آورند. فعل و انفعالاتی که بین دو فرد در اجتماع شکل می‌گیرد تحت تأثیر علائمی‌ست که از طرف دیگر افراد گروه که در ارتباط مستقیم با آن‌ها هستند، صادر می‌شوند. در بسیاری از جانوران، این علائم مفروض می‌تواند شامل تغییرات کیفی و نیز تغییر حالت (مانند تغییرات در رنگ) باشد.
افرادی که در مرتبهٔ بالاتری قرار دارند، رده‌های پایین‌تر جامعه را از دستیابی به جا و مکان، غذا و فرصت‌های جفت‌گیری محروم می‌کنند؛ بنابراین افراد رده‌های بالاتر جامعه، با توجه به برتری در فرصت‌های جفت‌گیری و نیز دارا بودن منابع ذخیرهٔ غذایی بیشتر برای بقای فرزندانشان، موفقیت بیشتری در تولید مثل دارند. از این رو این برتری همچون یک عامل طبیعی برای کنترل جمعیت، تضمین منابع غذایی کافی برای افراد برتر و متعاقباً جلوگیری از شیوع قحطی و گرسنگی در بین آنها، به کار می‌رود. ایجاد قلمرو فرماندهی، تأثیر این عامل را تشدید می‌کند.
این رده‌بندی‌ها ثابت نیستند و به متغیرهای زیادی بستگی دارند که از آن میان می‌توان سن، جنسیت، هوش، قدرت جسمانی و پرخاشگری را نام برد. به عنوان مثال، در سلسله مراتب مرحله‌ای، افراد رده بالا (آلفا) اغلب جایشان را به افراد تحت سلطهٔ خود (بتا) می‌دهند که این جایگاه شامل همان نقش فرماندهی و نیز مزایای مربوط به آن می‌شود. در رده‌های بالای اجتماعی، کاهش توان باروری، از دلایل عمدهٔ جابجایی در رده‌بندی جامعه است.
مراتب سلطه در رده‌های بالای اجتماع حشرات
در جوامع حشرات، تنها یک یا چند فرد از اعضای جامعه می‌توانند تولیدمثل کنند، در حالی‌که دیگر افراد تمایل و توانایی تولیدمثل خود را سرکوب می‌کنند. این اختلاف در تولیدمثل، در بعضی موارد منجر به به وجود آمدن سلسله مراتب سلطه می‌شود. فرد سلطه‌گر در جامعهٔ حشرات، ملکه است که از مزایای مشخصی بهره می‌برد که از آن جمله است، تولید مثل و فواید حاصل از وظایفی که فرمانبرداران (طبقه کارگر) به انجام می‌رسانند (جستجو برای فراهم آوردن آذوقه، محافظت و دفاع از لانه، نگهداری از نوزادان، تنظیم دما). طبق قانون همیلتون، برای جبران محرومیت طبقه کارگر از زاد و ولد، آن‌ها می‌توانند ژن‌های خود را برای تولید مثل موفقیت‌آمیز ملکه با او به اشتراک بگذارند. این مسئله نه تنها در جامعهٔ حشرات شناخته شده (مورچه، موریانه، برخی انواع زنبور عسل، زنبور) بلکه در اجتماع گونه‌ای از موش کورها که در شرق آفریقا یافت می‌شوند نیز صدق می‌کند. در یک پژوهش آزمایشگاهی، کلارک و فولکز (1997) ثابت کردند که شانس تولیدمثل در یک کلونی از این موش کورها، متناسب با مرتبهٔ هر فرد در سلسله مراتب سلطه است، اما پس از حذف ملکه از سلسله مراتب، بین افرادی که توان تولیدمثل دارند جدال شکل می‌گیرد.
جوامع حشراتی که در بالا به آن‌ها اشاره شد، به استثنای موریانه‌ها، هاپلو دیپلوییدی هستند. ملکه و کارگرها، دی‍پلویید هستند اما نرها از ژنوتیپ هاپلوییدی به وجود آمدند. در برخی گونه‌ها، رشد تخمدان‌ها کاملاً متوقف نمی‌شود و از این‌رو، طبقه کارگر توان تولیدمثل دارند. پروازهای تلقیحی، فصلی هستند و حشرات کارگر بال ندارند تا بتوانند برای لقاح پرواز کنند، لذا کارگرها معمولاً باکره هستند یا اینکه تخم‌های بارورنشده می‌گذارند. این تخم‌ها عموماً زیست‌پذیر هستند و به تولد حشرهٔ نر می‌انجامند. کارگری که تولیدمثل می‌کند، در جامعه یک متقلب محسوب می‌شود زیرا به‌طور نامتناسبی موفقیت بیشتری در بقای نسل در مقایسه با مادر و خواهرانش خواهد داشت. مزایای نازا باقی‌ماندن، تنها در صورتی تداوم خواهد داشت که تمام کارگران این توافق را پذیرفته باشند. وقتی یک یا چند کارگر تولیدمثل می‌کنند، قرارداد اجتماعی از بین می‌رود و توافق بین افراد کلونی منحل می‌شود. رفتارهای خشونت‌آمیزی که از این تخلف ناشی می‌شود، ممکن است منجر به شکل‌گیری سلسله مراتب شده و تلاش‌های کارگرها برای تولیدمثل، قویا سرکوب شوند. در برخی گونه‌ها، به‌ویژه مورچه‌ها، ممکن است بیش از یک ملکه در کلونی وجود داشته باشند که به این وضعیت پلی‌ژینی (چند ملکه‌ای) می‌گویند. در این مورد، یکی دیگر از مزایای حفظ سلسله مراتب، افزایش و تداوم عمر کلونی ست. افراد رده بالا ممکن است بمیرند یا توانایی باروری خود را از دست دهند، که در این صورت سایر ملکه‌ها می‌توانند در همان لانه یا محل، کلونی جدیدی را تشکیل دهند. این مزیت، در بعضی زمینه‌های بوم شناختی می‌تواند خطرناک باشد، از جمله وقتی که لانه فضای کافی نداشته باشد یا پراکندگی افراد به علت احتمال زیاد شکار، خطرناک باشد.
سرکوب توان تولیدمثل به وسیلهٔ افراد سلطه‌گر، رایج‌ترین سازوکار در حفظ سلسله مراتب سلطه است. این قدرت در اجتماعات رده بالای پستانداران، به‌طور عمده در نتیجهٔ درگیری‌های خشونت‌آمیز بین ماده‌هایی که توان بالقوهٔ تولیدمثل دارند، به دست می‌آید. در جوامع رده بالای حشرات، درگیری‌های خشونت‌آمیز بین افراد، از عوامل تعیین‌کنندهٔ موقعیت تناسلی فرد است؛ که به عنوان مثال می‌توان به جوامع زنبورهای عسل بومبوس بیفاریوس (bumblebee Bombus bifarius)، زنبورهای چتری پولیستس آنولاریس، (paper wasp Polistes annularis) و در مورچه‌های دینوپونرا آسترالیس (ants Dinopnera australis) و دی. کادریسپس (D. quadriceps) اشاره کرد. به‌طور کلی، درگیری‌های مذکور، جزئیات مشخص و ثابتی دارند که شامل ارسال علائم بیوشیمیایی از شاخک‌ها، ضربات شکمی، گاهی کشمکش آرواره‌ها و نیش زدن است. برنده این کشمکش بر بدن بازنده راه می‌رود که این به نوبه خود نوعی ژست به زیر کشیدن بازنده (پیروزی) محسوب می‌شود. این رفتار کلیشه‌ای در جمعیت حشرات بسیار رایج است. به‌خصوص در اجتماع مورچه‌های پونرین (ponerine ants) (گونه‌ای از مورچه‌های گوشت‌خوار مناطق گرمسیری که نوزاد آن‌ها در پیله شکل می‌گیرد) و هم چنین موش کورهای صحرایی (Heterocephalus glaber)